# Roca Bota
La roca Bota (en inglés: Boot Rock) es un pequeño islote rocoso de 30 metros de altura ubicado a 0,2 kilómetros de la costa sudeste de la isla Candelaria del grupo Candelaria de las islas Sandwich del Sur.

## Historia
Fue cartografiada en 1930 por el personal británico de Investigaciones Discovery a bordo del RRS Discovery II. El topónimo luego fue traducido al castellano.
El islote nunca fue habitado ni ocupado, y como el resto de las Sandwich del Sur es reclamado por el Reino Unido que la hace parte del territorio británico de ultramar de las Islas Georgias del Sur y Sandwich del Sur, y por la República Argentina, que la hace parte del departamento Islas del Atlántico Sur dentro de la provincia de Tierra del Fuego, Antártida e Islas del Atlántico Sur.